# Grand Prix Itálie 2020
Grand Prix Itálie 2020 (oficiálně Formula 1 Gran Premio Heineken d'Italia 2020) se jela na okruhu Autodromo Nazionale Monza v Monze v Itálii dne 6. září 2020. Závod byl osmým v pořadí v sezóně 2020 šampionátu Formule 1.

## Kvalifikace
| Poř.                       | No. | Jezdec             | Konstruktér               | Časy v kvalifikaci | Časy v kvalifikaci | Časy v kvalifikaci | Pořadí na startu |
| Poř.                       | No. | Jezdec             | Konstruktér               | Q1                 | Q2                 | Q3                 | Pořadí na startu |
| -------------------------- | --- | ------------------ | ------------------------- | ------------------ | ------------------ | ------------------ | ---------------- |
| 1                          | 44  | Lewis Hamilton     | Mercedes                  | 1:19.514           | 1:19.092           | 1:18.887           | 1                |
| 2                          | 77  | Valtteri Bottas    | Mercedes                  | 1:19.786           | 1:18.952           | 1:18.956           | 2                |
| 3                          | 55  | Carlos Sainz Jr.   | McLaren-Renault           | 1:20.099           | 1:19.705           | 1:19.695           | 3                |
| 4                          | 11  | Sergio Pérez       | Racing Point-BWT Mercedes | 1:20.048           | 1:19.718           | 1:19.720           | 4                |
| 5                          | 33  | Max Verstappen     | Red Bull Racing-Honda     | 1:20.193           | 1:19.780           | 1:19.795           | 5                |
| 6                          | 4   | Lando Norris       | McLaren-Renault           | 1:20.344           | 1:19.962           | 1:19.820           | 6                |
| 7                          | 3   | Daniel Ricciardo   | Renault                   | 1:20.548           | 1:20.031           | 1:19.864           | 7                |
| 8                          | 18  | Lance Stroll       | Racing Point-BWT Mercedes | 1:20.400           | 1:19.924           | 1:20.049           | 8                |
| 9                          | 23  | Alexander Albon    | Red Bull Racing-Honda     | 1:21.104           | 1:20.064           | 1:20.090           | 9                |
| 10                         | 10  | Pierre Gasly       | AlphaTauri-Honda          | 1:20.145           | 1:19.909           | 1:20.177           | 10               |
| 11                         | 26  | Daniil Kvjat       | AlphaTauri-Honda          | 1:20.307           | 1:20.169           |                    | 11               |
| 12                         | 31  | Esteban Ocon       | Renault                   | 1:20.747           | 1:20.234           |                    | 12               |
| 13                         | 16  | Charles Leclerc    | Ferrari                   | 1:20.443           | 1:20.273           |                    | 13               |
| 14                         | 7   | Kimi Räikkönen     | Alfa Romeo Racing-Ferrari | 1:21.010           | 1:20.926           |                    | 14               |
| 15                         | 20  | Kevin Magnussen    | Haas-Ferrari              | 1:20.869           | 1:21.573           |                    | 15               |
| 16                         | 8   | Romain Grosjean    | Haas-Ferrari              | 1:21.139           |                    |                    | 16               |
| 17                         | 5   | Sebastian Vettel   | Ferrari                   | 1:21.151           |                    |                    | 17               |
| 18                         | 99  | Antonio Giovinazzi | Alfa Romeo Racing-Ferrari | 1:21.206           |                    |                    | 18               |
| 19                         | 63  | George Russell     | Williams-Mercedes         | 1:21.587           |                    |                    | 19               |
| 20                         | 6   | Nicholas Latifi    | Williams-Mercedes         | 1:21.717           |                    |                    | 20               |
| 107% času vítěze: 1:25.079 |     |                    |                           |                    |                    |                    |                  |
| Zdroj:                     |     |                    |                           |                    |                    |                    |                  |

## Závod
| Poř.                                                                | No. | Jezdec             | Konstruktér               | Počet kol | Čas/Odstoupení   | Pořadí na startu | Body |
| ------------------------------------------------------------------- | --- | ------------------ | ------------------------- | --------- | ---------------- | ---------------- | ---- |
| 1                                                                   | 10  | Pierre Gasly       | AlphaTauri-Honda          | 53        | 1:47:06.056      | 10               | 25   |
| 2                                                                   | 55  | Carlos Sainz Jr.   | McLaren-Renault           | 53        | +0.415           | 3                | 18   |
| 3                                                                   | 18  | Lance Stroll       | Racing Point-BWT Mercedes | 53        | +3.358           | 8                | 15   |
| 4                                                                   | 4   | Lando Norris       | McLaren-Renault           | 53        | +6.000           | 6                | 12   |
| 5                                                                   | 77  | Valtteri Bottas    | Mercedes                  | 53        | +7.108           | 2                | 10   |
| 6                                                                   | 3   | Daniel Ricciardo   | Renault                   | 53        | +8.391           | 7                | 8    |
| 7                                                                   | 44  | Lewis Hamilton     | Mercedes                  | 53        | +17.245          | 1                | 7    |
| 8                                                                   | 31  | Esteban Ocon       | Renault                   | 53        | +18.691          | 12               | 4    |
| 9                                                                   | 26  | Daniil Kvjat       | AlphaTauri-Honda          | 53        | +22.208          | 11               | 2    |
| 10                                                                  | 11  | Sergio Pérez       | Racing Point-BWT Mercedes | 53        | +23.224          | 4                | 1    |
| 11                                                                  | 6   | Nicholas Latifi    | Williams-Mercedes         | 53        | +32.876          | 20               |      |
| 12                                                                  | 8   | Romain Grosjean    | Haas-Ferrari              | 53        | +35.164          | 16               |      |
| 13                                                                  | 7   | Kimi Räikkönen     | Alfa Romeo Racing-Ferrari | 53        | +36.312          | 14               |      |
| 14                                                                  | 63  | George Russell     | Williams-Mercedes         | 53        | +36.593          | 19               |      |
| 15                                                                  | 23  | Alexander Albon    | Red Bull Racing-Honda     | 53        | +37.533          | 9                |      |
| 16                                                                  | 99  | Antonio Giovinazzi | Alfa Romeo Racing-Ferrari | 53        | +55.199          | 18               |      |
| Ret                                                                 | 33  | Max Verstappen     | Red Bull Racing-Honda     | 30        | Pohonná jednotka | 5                |      |
| Ret                                                                 | 16  | Charles Leclerc    | Ferrari                   | 23        | Nehoda           | 13               |      |
| Ret                                                                 | 20  | Kevin Magnussen    | Haas-Ferrari              | 17        | Pohonná jednotka | 15               |      |
| Ret                                                                 | 5   | Sebastian Vettel   | Ferrari                   | 6         | Brzdy            | 17               |      |
| Nejrychlejší kolo: Lewis Hamilton (Mercedes) – 1:22.746 (v kole 34) |     |                    |                           |           |                  |                  |      |
| Zdroj:                                                              |     |                    |                           |           |                  |                  |      |

Poznámky
1. ↑  Lewis Hamilton získal jeden bod za zajetí nejrychlejšího kola.

## Průběžné pořadí po závodě
Pohár jezdců
|        | Pořadí | Jezdec          | Body |
| ------ | ------ | --------------- | ---- |
|        | 1      | Lewis Hamilton  | 164  |
| 1      | 2      | Valtteri Bottas | 117  |
| 1      | 3      | Max Verstappen  | 110  |
| 3      | 4      | Lance Stroll    | 57   |
| 1      | 5      | Lando Norris    | 57   |
| Zdroj: |        |                 |      |

Pohár konstruktérů
|        | Pořadí | Konstruktér           | Body |
| ------ | ------ | --------------------- | ---- |
|        | 1      | Mercedes              | 281  |
|        | 2      | Red Bull-Honda        | 158  |
|        | 3      | McLaren-Renault       | 98   |
|        | 4      | Racing Point-Mercedes | 82   |
| 1      | 5      | Renault               | 71   |
| Zdroj: |        |                       |      |